# Wiesengiech
Wiesengiech ist ein Gemeindeteil der Stadt Scheßlitz im oberfränkischen Landkreis Bamberg in Bayern mit 641 Einwohnern (Stand: 30. März 2022).

## Geografie
Das Pfarrdorf liegt etwa zwölf Kilometer nordöstlich von Bamberg. Bis 1985 war Wiesengiech mit dem Haltepunkt Giech an der Bahnstrecke Bamberg–Scheßlitz an das Eisenbahnnetz angebunden.

## Geschichte
Wiesengiech war eine eigenständige Gemeinde, zu der außerdem das Dorf Starkenschwind gehörte. Ab 1. April 1971 bildete es zusammen mit dem direkt angrenzenden Gemeindeteil Straßgiech die Gemeinde Giech. Im Zuge der Gebietsreform in Bayern folgte schließlich am 1. Mai 1978 die Eingliederung in die Stadt Scheßlitz.